# 酸棗仁湯
酸棗仁湯（さんそうにんとう）は漢方方剤のひとつ。出典は『金匱要略』。

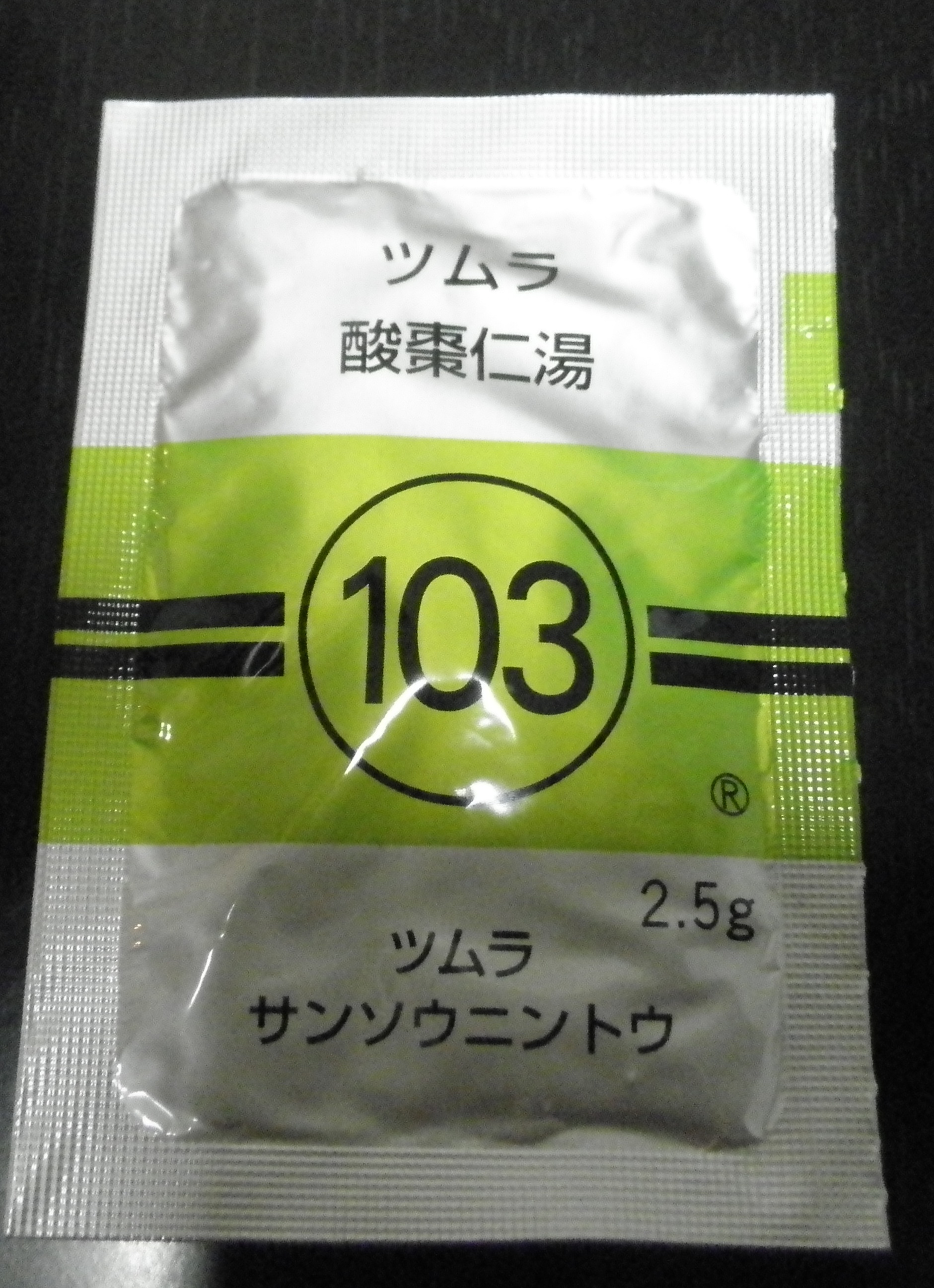
ツムラ酸棗仁湯エキス顆粒（医療用）

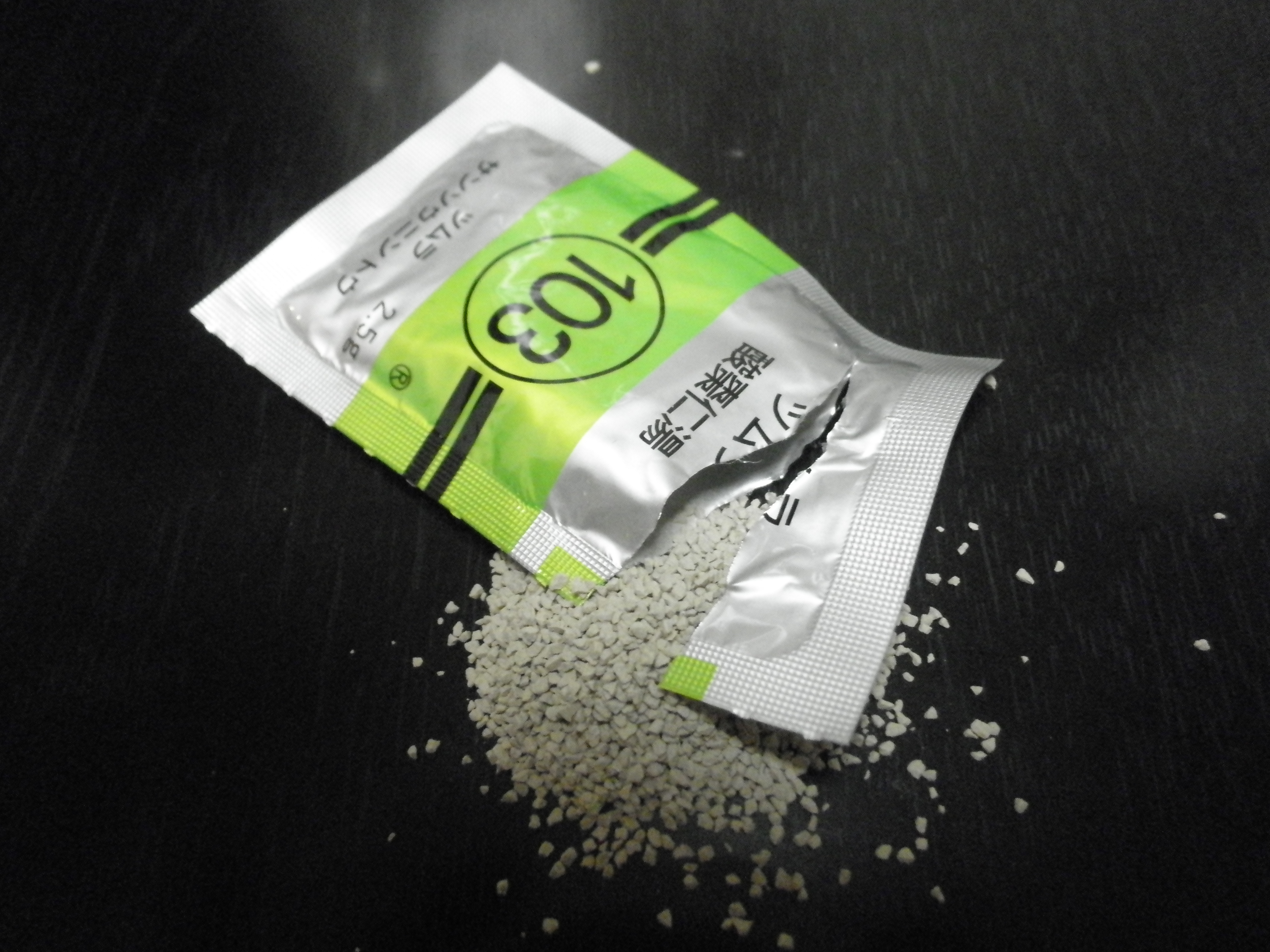
ツムラ酸棗仁湯エキス顆粒（医療用）

## 効果・効能
体力が低下した人で、心身が疲れて不眠、精神不安などを訴える場合に用いる。

## 適応症
不眠症、神経症、嗜眠、自律神経失調症

## 組成
酸棗仁10、茯苓5.0、知母3.0、川芎3.0、甘草1.0

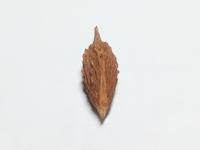
酸棗仁
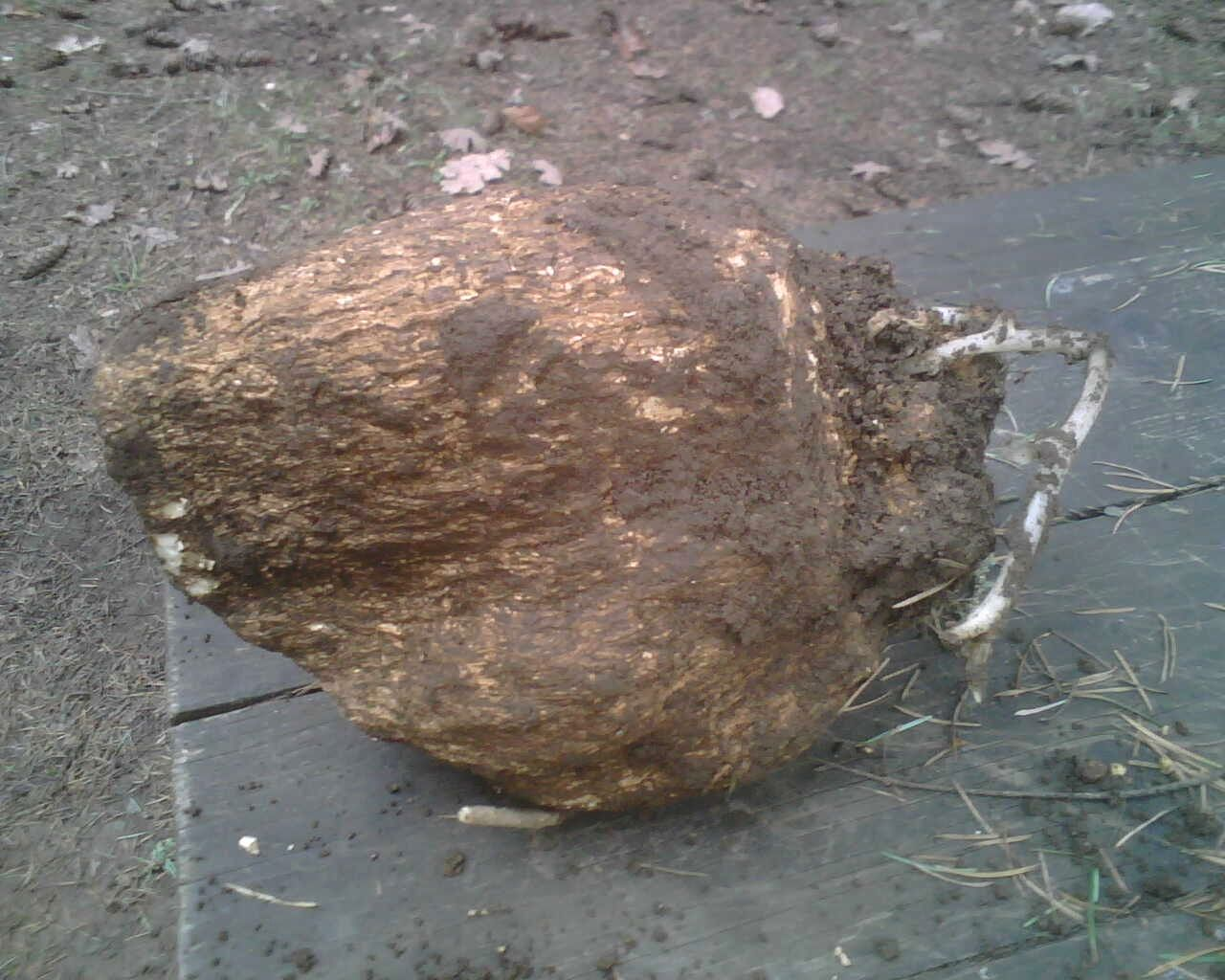
茯苓
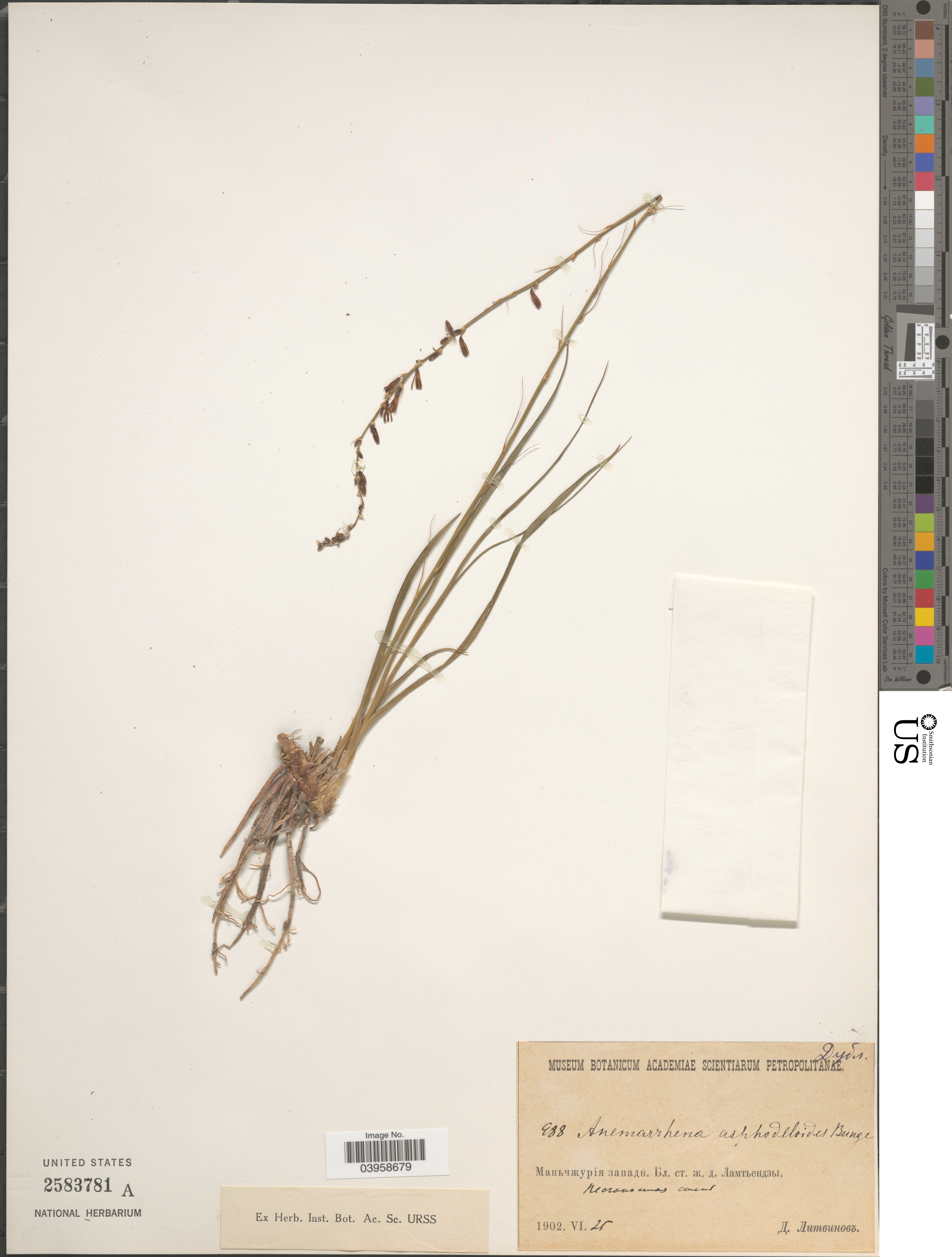
知母
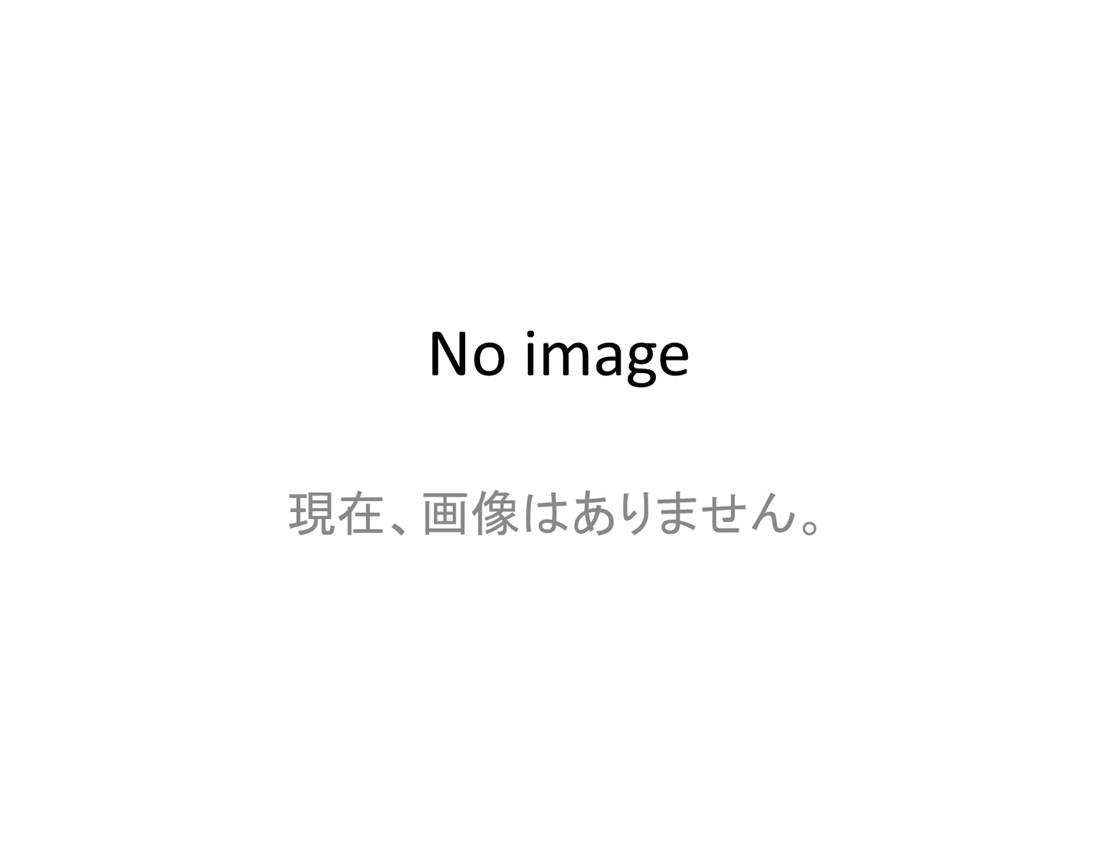
川芎
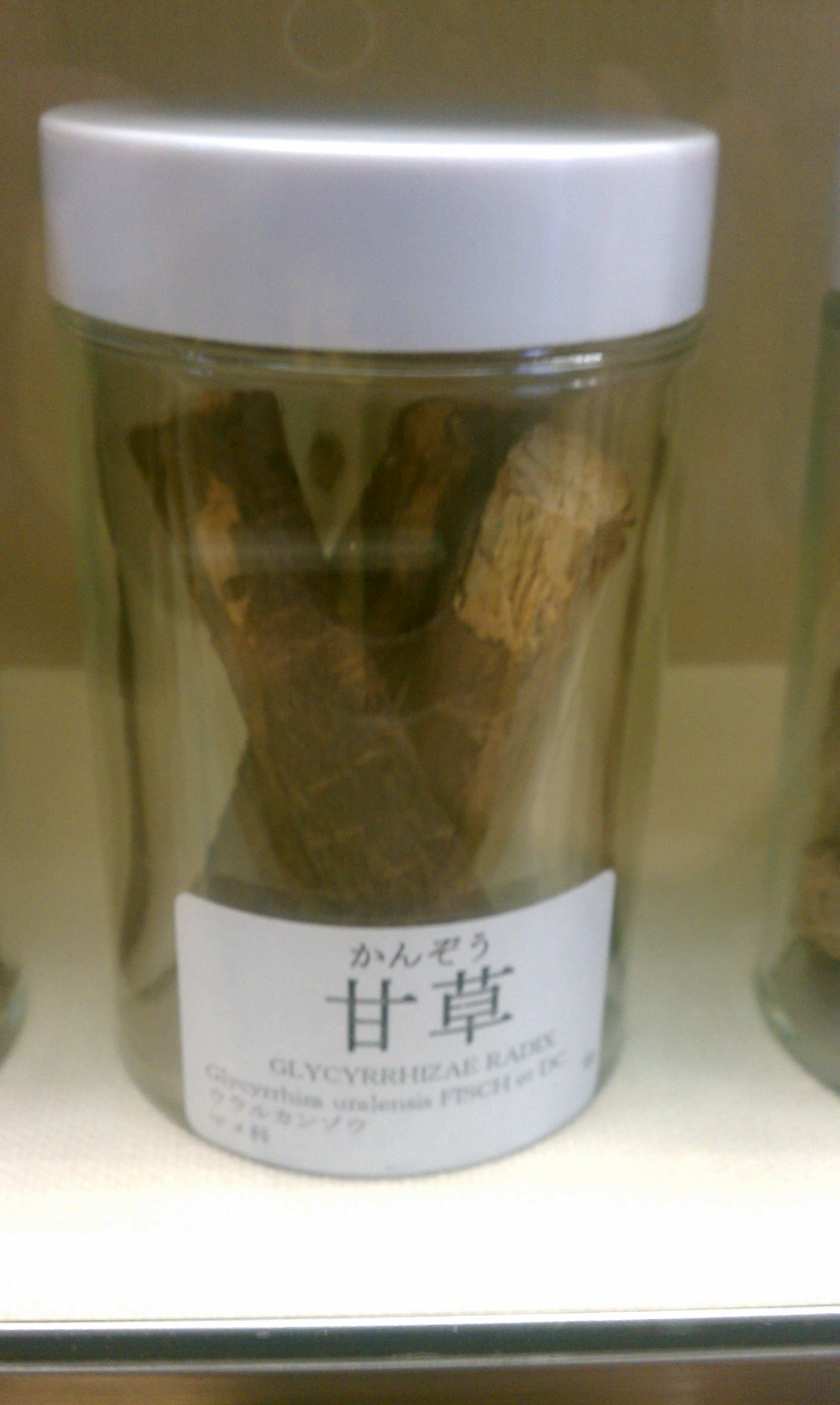
甘草

## 慎重投与
次の患者には慎重に投与する。
1. 胃腸の虚弱な患者
2. 食欲不振、悪心、嘔吐のある患者

## 相互作用

### 併用注意
次の薬剤との併用により、偽アルドステロン症、ミオパシーが出現しやすくなる。
1. 甘草含有製剤
2. グリチルリチン酸及びその塩類を含有する製剤

## 副作用
次の副作用がある。

### 重大な副作用
偽アルドステロン症、ミオパシー

### その他
食欲不振、胃部不快感、悪心、腹痛、下痢

## 注意事項
高齢者は生理機能が低下し、妊産婦、小児は安全性が未確立であり、注意が必要である。

## 製薬会社
- ツムラ[6][7]
- 小林製薬[8]
- 三和生薬株式会社[9]
- イスクラ産業株式会社[10]
- 松浦薬業株式会社[11]
- ジェイピーエス製薬株式会社[12]
- 小太郎漢方製薬[13]
- 救心製薬[14]※ホスロールSという製品名で発売している
- 大杉製薬[15]